# Yinhai
Yinhai är ett stadsdistrikt i Beihai i den autonoma regionen Guangxi i sydligaste Kina.